# Jen Ledger
Jennifer Carole Ledger, detta Jen (Coventry, 8 dicembre 1989), è una batterista e cantante britannica del gruppo christian rock Skillet.

## Biografia
Ledger arriva negli Stati Uniti all'età di sedici anni e diventa in seguito batterista professionista alla Living Light School of Worship a Kenosha (Wisconsin).

## Carriera

### Skillet
All'età di diciotto anni diventa la batterista degli Skillet, con il ritiro della precedente batterista Lori Peters. Gira l'America in tour come batterista degli Skillet nel "Comatose Tour", dove cantò per altro anche un assolo vocale in Yours to Hold.
La voce di Ledger è ascoltabile a partire dal settimo album in studio, Awake, come seconda voce, suonando contemporaneamente la batteria.

### Solista
Nel 2014, Ledger ha dichiarato che lei e Korey Cooper stavano iniziando a scrivere musica per il suo album solista fortemente influenzato dal pop.
Nel marzo 2018 annuncia il suo EP di debutto, Ledger, pubblicato il 13 aprile dello stesso anno. Ledger è stato prodotto da Korey Cooper insieme al produttore Seth Moseley. Il 6 aprile 2018, viene pubblicato il primo singolo estratto dall'EP, Not Dead Yet.

## Discografia

### Da solista

#### EP
- 2018 - Ledger

#### Singoli
- 2018 - Not Dead Yet
- 2019 - Completely
- 2020 - My Arms

### Con gli Skillet
- 2009 - Awake
- 2013 - Rise
- 2016 - Unleashed
- 2019 -  Victorious

## Premi
| Anno | Premio          | Categoria           | Risultato | Nota  |
| ---- | --------------- | ------------------- | --------- | ----- |
| 2012 | Drummies! Award | Rising Star         | Vinto     | [ 7 ] |
| 2012 | Drummies! Award | Independent Drummer | Nominata  | [ 7 ] |